# Junkers J 1
Lo Junkers J 1, soprannominato Blechesel (in tedesco, asino di latta), era un monoplano monomotore sperimentale ad ala media realizzato dall'azienda allora tedesco imperiale Junkers & Co. nel 1915.
Progettato da Hugo Junkers detiene il primato di essere il primo aereo ad essere realizzato interamente in metallo ad aver effettuato voli regolari.

## Storia del progetto
Le esigenze belliche conseguenti allo scoppio della prima guerra mondiale modificarono la produzione in campo meccanico e metallurgico finalizzato alla realizzazione di armi, mezzi e materiale bellico in genere. Per l'aeronautica, da poco entrata nel panorama produttivo essenzialmente destinata al settore civile, venne prospettata una funzione bellica inizialmente con l'incarico di rendere possibile una ricognizione più accurata e lontana dalla minaccia del fuoco nemico.
La Junkers, fino ad allora attiva principalmente nel settore termotecnico, mise a frutto la predisposizione e l'interesse per la nuova tecnologia concretizzando le intuizioni del proprietario Hugo Junkers nel progettare un velivolo che aveva scelto una diversa soluzione tecnica da quelli fino ad allora costruiti. Al contrario dei modelli allora in produzione, caratterizzati dalla struttura in legno ricoperta da pannelli di legno e tela verniciata e dalla configurazione alare biplana, Junkers sosteneva invece che utilizzando una lega metallica che abbinasse la leggerezza alla robustezza si poteva realizzare un nuovo velivolo dalle prestazioni generali migliori di quelli allora esistenti.
I monoplani fino ad allora costruiti in struttura lignea, come il Blériot XI, avevano la necessità di incorporare uno i più montanti a cui collegare tiranti in cavetto d'acciaio ma questo disturbava la penetrazione aerodinamica complessiva. L'unica eccezione era rappresentata dal Fokker M.5, progenitore della serie Eindecker, che pur mantenendo una cellula convenzionale adottò per l'ala una struttura in tubi d'acciaio saldati.
La convinzione di Junkers derivava dall'esperienza acquisita nella collaborazione con Hans Reissner, un professore della Technische Hochschule di Aquisgrana, che nel 1907 lo coinvolse nella realizzazione di un velivolo realizzato interamente in metallo e caratterizzato dalla configurazione canard, l'Ente. L'azienda fornì la lamiera di rivestimento ed il radiatore del velivolo ma lo stesso Junkers collaborò alla risoluzione di alcuni problemi tra i quali l'eliminazione delle strutture portanti esterne alla cellula.

### Sviluppo
Il progetto cominciò ad essere sviluppato nel 1914 nell'istituto di ricerca aziendale (Forschungsanstalt) caratterizzato dalla configurazione alare monoplana a sbalzo, soluzione tecnica possibile dalla maggiore capacità di resistenza alla flessione della struttura metallica, mantenendo però un aspetto convenzionale per l'epoca. Per il materiale Junkers dovette ricorrere all'acciaio magnetico laminato in quanto il duralluminio, metallo che più avrebbe dovuto rivelarsi adatto, era stato scoperto solo sei anni prima e presentava ancora difetti come una tendenza allo sfaldamento ed altri effetti indesiderati.
La Junkers ottenne, da parte del governo imperiale, il suo primo contratto per la costruzione di aeromobili nel luglio 1915, Nr. 96/7.17 A7/L, per produrre un prototipo di un biposto di costruzione metallica, le cui specifiche erano la capacità di raggiungere una velocità di 130 km/h, con un carico alare di 50 kg/m² utilizzando un motore da 100 PS (75 kW). Gli ingegneri Otto Mader, capo della Forschungsanstalt Junkers, e Hans Steudel, direttore del reparto materiali e collaudo, iniziarono il lavoro sulla progettazione di quella che sarebbe diventato lo Junkers J 1 nel settembre dello stesso anno. Nel novembre 1915 il prototipo venne completato nello stabilimento di Dessau, dove si costruivano scaldabagni (Dessauer Badeofenfabrik), quindi trasferito e portato in volo per la prima volta il 12 dicembre dal campo di volo di Döberitz (Fliegerersatzabteilung 1 o FEA 1), nell'attuale comune tedesco di Dallgow-Döberitz, vicino a Berlino.
Le prove in volo confermarono la bontà del progetto, consentendo al J 1 di raggiungere la ragguardevole velocità di 170 km/h mostrando una buona manovrabilità a scapito però, a causa del peso al decollo relativamente elevato, una velocità di salita relativamente bassa.
Nel gennaio 1916 il velivolo venne esaminato da una commissione dell'Idflieg e classificato, in ottemperanza del sistema di designazione, un E-Typ, designazione riservata ai monoplani monoposto armati, precisamente E.I. Le successive prove in volo confermarono le prime positive impressioni, ma benché l'elevata velocità e la capacità di una maggiore sicurezza offerta dalla struttura metallica ai colpi da terra al pilota si rivelavano un vantaggio, le prestazioni in salita, giudicate essenziali, ne pregiudicarono l'emissione di un ordine di fornitura. Al termine del ciclo di valutazione il suo sviluppo venne interrotto per concentrarsi sul successivo J 2 ed il velivolo venne conservato dapprima nella collezione aziendale a Dessau per poi essere trasferito al Deutsches Museum di Monaco di Baviera, dove rimase fino alla sua distruzione nei bombardamenti subiti dalla città nel corso della seconda guerra mondiale.

### Pubblicazioni
- (EN) Peter M. Grosz, Gerard Terry, The Way to the World's First All-Metal Fighter, in Air Enthusiast, N. 25, agosto - novembre 1984, ISSN 0143-5450 (WC · ACNP).